# Brusdar Graterol
Brusdar Javier Graterol (Calabozo, Venezuela, 26 de agosto de 1998), más conocido como Brusdar Graterol, es un jugador profesional venezolano de béisbol que se desempeña en la posición de lanzador en Los Angeles Dodgers, equipo de las Grandes Ligas de Béisbol (MLB).

## Carrera
Graterol hizo su debut en la MLB con el equipo Minnesota Twins, en el cual jugó una temporada (2019), después pasó a Los Angeles Dodgers, donde lleva jugando cinco temporadas.